# Arjun MBT (carro de combate)
El Arjun (sánscrito: अर्जुन) es un carro de combate de tercera generación desarrollado por DRDO para el Ejército de la India. El tanque debe su nombre a Arjun, el protagonista principal y mejor arquero del mundo, según la epopeya india, el Mahábharata.

## Historia
En el año 1972 las fuerzas terrestres de la India colocan los requisitos en una orden formulada para un carro de combate principal nuevo, que entraría al servicio del Ejército de la India. Para esa época la industria de la India tenía una sólida experiencia en la construcción de los carros británicos "Vijayanta" (Vickers Mk.1) y T-72M Arjun bajo licencia de la Unión Soviética. En consecuencia, para 1974 ya se había decidido que el desarrollar un nuevo carro de combate principal era la mejor solución para los desarrolladores, y este debía ser un solo modelo pensado en el soldado promedio de la India, y que su producción en serie en plantas nacionales organizara a su alrededor la muy atomizada para entonces industria militar. Este proyecto fue llamado MBT-80 (carro de combate principal de los 80).
El diseño del tanque se desarrolló durante mucho tiempo y con gastos exorbitantes. Sólo en 1984 se dio a conocer públicamente sobre el tema de desarrollo de los primeros prototipos, y en 1985 ya se había mostrado el primer prototipo. En 1988 se construyeron unos chasis de pruebas y se llevarían a cabo evaluaciones de polígono en estos demostradores. Por fin en 1996, el gobierno indio tomó la decisión de iniciar la producción en serie del carro de combate en la planta de la localidad de Avadi. El nuevo blindado se le designó oficialmente como el Arjun. La primera serie de 100 a 200 unidades se había construido durante 5 años, y desde entonces se hicieron procesos de mejora en su construcción y mantenimiento en los demás componentes motorizados de las fuerzas blindadas. Sólo después de todo este proceso de mejoras en su producción, diseño y construcción; la producción en serie a gran escala se iniciaría hasta el año 2000. Pero debido a sus constantes retrasos se han reducido sus pedidos iniciales, previstos en unas 1500 unidades de Arjun MBT, ante lo cual; el gobierno de la India se resigna inicialmente, y adquiere en Rusia una licencia de producción del T-90S, al que localmente se designaría como Bhishma. Después de ver que algunos de los componentes del anterior se mostrasen defectuosos, la retoma del proyecto Arjun sería finalmente la solución final, pero no totalmente, ya que este será construido para reemplazar a los T-72M en servicio, planeándose que el grueso de las fuerzas acorazadas del Ejército indio se compusieran únicamente del Bhishma.

## Diseño
El diseño del Arjun es de tipo clásico, y su diseño tiene una gran semejanza externa con el los carros de combate Leopard 2A5, ya que dispone en sus variantes más avanzadas de un blindaje en forma de cuña en su torreta, y sus conjuntos de rodaje resultan ser los mismos del T-72M, para simplificar la logística en el campo de batalla.

### Construcción
El casco y la torreta son de construcción de láminas soldadas de acero especial, y hecho en la India como el desarrollo de varios tipo de blindajes ya establecidos como el Chobham, y al que se denominó localmente como «kanhan»; una de las variantes de los blindajes de origen británico. El blindaje frontal se ha colocado con un gran nivel de inclinación, proporcionando un margen de protección adicional. Los tableros del casco y su parte en el chasis son hechas de acero cubierto de pantallas anti-acumulativas. La proyección de este carro de combate no consideró las dimensiones antropométricas de otros soldados, sólo la del soldado indio ordinario; lo que le permite colocar de forma óptima los controladores y otros dispositivos internos en ajuste a sus propios hombres.

## Armamento y sistemas
El cañón del Arjun está estabilizado en dos planos, se previó inicialmente un cañón de calibre 120 mm de ánima lisa; y en otros estudios se quiso que llevara un cañón estriado. El arma principal utiliza proyectiles modulares, careciendo de autocargador; con proyectiles antiblindaje, explosivos de acumulación, perforantes de blindaje y ojivas explosivas de fragmentación. El accionamiento del arma principal y de los mecanismos de la torreta son de tipo electro-hidráulico. El sistema de recarga del cañón es manual; lo que disminuye significativamente la cadencia de fuego, llegando tan sólo a 6 disparos por minuto. El rango de depresión/elevación máximo del cañón es de -9 º a 20 º.

### Sistema de control de tiro
En este carro de combate se han conjugado dos tipos de sistema de control de tiro automatizados, que se componen de una computadora balística, la que proporciona la información sobre los cálculos de acierto y tipo de munición a usar en el blanco, es el nervio del sistema central de control del blindado y su armamento principal; esta es manufacturada por la firma española ENOSA. Este sistema analiza y toma en consideración diversos factores que puedan afectar el margen de precisión del disparo, como son la temperatura exterior, la presión atmosférica, velocidad y dirección del viento, la temperatura de los proyectiles y otros factores. En el Arjun el uso de un artillero ha disminuido su rapidez, por lo que este sistema debe ayudar al tripulante en la selección más adecuada de munición de acuerdo al tipo de blanco, así como este debe contar con aparatos de visión lo bastante eficientes y que le permitan al artillero reducir su fatiga. El sistema de visión dispone de estabilización en los ejes del plano cartesiano, y cuenta con un dispositivo de visión térmica y de imágenes para el mismo sistema, que es de uso común para el comandante y el artillero; y un telémetro láser. El sistema de visión del comandante usa un dispositivo de vista panorámica de observación para divisar los objetivos a su alcance en el campo de batalla, y puede ser usado para dar información a los demás tripulantes del carro.

### Armamento secundario
Se cree que el armamento adicional es probablemente de origen soviético/ruso; y que sean tal vez una ametralladora coaxial de calibre 7,62 mm, y otra de calibre 12,7 mm de uso antiaéreo, instalada en el techo. Los sistemas de defensa pasiva incluyen uns tubos lanzagranadas en bloques que se montan en los lados de la torreta.

### Motorización
Los ingenieros indios en principio eran incapaces de desarrollar un motor de construcción propia fiable; y lo más importante, adecuado para el nuevo blindado, y que fuera tolerante con el uso en la agreste geografía de la India. El problema principal fue el desarrollar un motor adecuado en cuanto a que las regiones occidentales de la India son de tipo desértico, mientras que el norte son en su mayoría regiones alpinas. En el desierto la temperatura en días de verano pasa por encima de los 50ºC, mientras que los en las regiones alpinas los motores de explosión son más sobreexigidos; enfrentan un clima muy duro y las temperaturas corrientes son inferiores a los 0ºC. Por ello se decide que se instale y construya un motor de origen alemán. Este fue proporcionado por la firma alemana «MTU», que ofreció de acuerdo a sus propios estudios la posibilidad de usar la referencia MTU 838 501 KA, un motor diésel de diez cilindros, con una capacidad de hasta 45 litros de cilindrada, obviamente turbocargado. El motor cuenta con un sistema de turbocompresor, y es refrigerado por líquido. Este otorga 1.400 CV, y le proporciona más de un 60% más de relación entre peso y potencia al blindado, llegando a darle 24 CV/tonelada. La presión sobre el suelo es baja, siendo estimada en 0,84 kg/cm²; lo que junto con el potente motor proporciona una gran maniobrabilidad y un excelente rendimiento campo traviesa.

### Suspensión y transmisión
La transmisión y la caja de marchas son del tipo hidromecánico, incluido el conjunto hidroeléctrico de la transmisión, y la empresa alemana "Renk" es la que licencia la producción de la caja marcha y del sistema de transmisión (bajo la referencia RK-034I), que es de engranajes planetarios, con freno de bloqueo en el motor. La caja de cambios mecánica es conmutable y ofrece cuatro marchas hacia adelante y dos marchas atrás. La suspensión del "Arjun" es de tipo hidroneumática, y siete rines para el conjunto de rodamiento y cuatro rodillos de soporte son alojados en ambas orugas en cada lado del casco le proporcionan su tracción en el suelo. Las orugas están hechas de acero, con recubrimiento de goma y bisagras metálicas, equipadas con almohadillas de goma.

### Otros equipos
El Arjun logra cruzar cauces de agua de hasta 2,43 metros de anchura, vadear corrientes de hasta 1,4 metros de profundidad, y obstáculos de superficies similares sin necesidad de preparación. El Arjun está equipado con sistemas de protección NBQ, y cuenta además con un sistema de extinción automática de incendios y protección para cada tripulante, aparte de equipos de radio. Se afirma que los sistemas de control de incendios del Arjun ofrecen un alto grado de precisión de extinción de incendios. La probabilidad de acertar a este blindado cuando está en movimiento es de 90%, lo que es un porcentaje realmente grande, y aparte; es lo que hace tan necesario un sistema de control de incendios tan fieable y preciso.
Se espera que en el segundo modelo de producción esta deficiencia sea corregida, hasta el punto de que sea capaz de sobrevivir de manera independiente en el campo de batalla como una unidad con mando y control propio.

## Variantes

### Mk. 1

#### Bhima
Un proyecto para un obús autopropulsado basado en la modificación del chasis del Arjun, y que fuera conocido como Bhima y de 155 mm; ha sido creado como un prototipo mediante la instalación de la torreta T6 hecha por Denel, que viene de la adaptación del obús G5 al chasis de un Arjun. Este proyecto se ha retrasado debido a que la empresa Denel se la ha involucrado en un escándalo de corrupción, dado que supuestamente pagó con dineros del adelanto inicial a funcionarios del Ejército de la India para favorecer su elección, y por lo tanto, el Ministerio indio de Defensa ha suspendido por término indefinido la construcción del Bhima. Su desarrollo se terminó en el año 2008 a pesar de los escándalos de corrupción asociados.

#### Arjun BLT (Posapuentes)
Un prototipo de un vehículo posapuentes (BLT) basado en el chasis del Arjun también ha sido mostrado por el DRDO. Desarrollado en colaboración con la industria india, esta posapuentes se considera superior a las unidades basadas en el T-72M; ya que puede manejar un mayor de carga y utiliza un afuste de "tipo tijera" en el método de apostamiento, y el cual permite que el puente no se levante al estar elevado en el aire, y por lo tanto; el reducir su visibilidad para el enemigo o para un ataque desde lejos. En el carro de combate Arjun en dicha configuración se ha dispuesto un elaborado dummie que le da la apariencia de un carro de combate corriente. La ingeniería y desarrollo (I+D) de este sistema se logró mediante la sustitución de arma de fuego del tanque y la torreta con el sistema lanzador/posador de puente. El puente está construido de manera que le confiere un voladizo para operar en abismos o en los ríos, y que puede cubrir distancias de máximo 26 m, con un ancho de vía de 4 m., pudiendo soportar el paso de tanques como el T-72M o el T-90S. El Arjun ABLT lleva el puente en dos mitades, y en sus misiones en espacios secos o húmedos el lanzador desliza las dos partes hacia delante, y los muelles a la otra parte de la barcaza; de tal manera que el extremo más alejado del montaje no toque la segunda mitad que ya debiera estar apostada en la otra orilla. El Arjun ABLT cruza el puente, se da vuelta sobre su eje y recupera el puente tras el desacoplamiento de sus dos mitades, luego los pliega en su casco y los recoge; ya con este movimiento está dispuesto a pasar al armado final del puente y los deja tan firmes como una columna armada.

#### Arjun AERV (Vehículo de ingenieros)
Varias propuestas se han hecho, incluso la de aumentar la producción de los vehículo blindados de ingeniería basados en el T-72, como el WZT-3, pero dado el peso de un Arjun y la poca fuerza del chasis de un WZT-3 se ha insistido en la creación de un vehículo de ingenieros basado en el chasis del Arjun, en el que se supone que su desarrollo va muy adelantado, y que con su introducción al servicio requerirá de unidades de similar peso y potencia; o lo suficientemente poderosas como para arrastrar o recuperar los similares averiados y/o dañados en el campo de batalla.

#### Tanque EX
Es el resultado de instalar una torreta del Arjun en el chasis de un T-72M. Tan sólo se han construido prototipos hasta ahora, sin pasar a ninguna fase de producción.

#### Arjun ATV (Advanced Trainer Vehicle)
Este vehículo es tan solo un simulador de un carro de combate Arjun, en el que se ha instalado un nuevo simulador de conducción y otro sistema de simulación de una torreta totalmente funcional. Hasta ahora se están desarrollando para el entrenamiento de tropas de las brigadas acorazadas que usan el T-72M como su carro de combate de dotación.

### Mk. 2
El jefe del proyecto en la DRDO; V.K. Saraswat, dijo que el motor alemán en la versión actual del tanque sería sustituido por uno de producción local en la nueva variante, el Arjun Mk-II; y que este tendría un 90% de componentes de producción local. Citado por el sr. Saraswat, también asesor científico del ministro de Defensa, dijo al perdiódico The Hindustan Times en la exposición Aero India 2011:
"La nueva variante tendrá un porcentaje más elevado de componentes de alta tecnología de manufactura local, a excepción de algunos sistemas hidráulicos y electrónicos. El tanque debe estar listo a principios de 2014; y se contará con varios ejemplares no solamente para pruebas... y se están incluyendo las modificaciones para hacer las capacidades del nuevo modelo superiores al anterior, en especial en el aspecto del empleo de misiles y su lanzamiento..."
En una entrevista datada el mes de junio de 2011, cuando el Arjun Mk. 2 comenzó las pruebas y ensayos en campos de Pokhran, en el estado de Rajastán. El Mk. 2 también se espera que inicie sus pruebas de funcionamiento en condiciones invernales y nevadas este mismo año.
De acuerdo con el director P. CVRDE Sivakumar, el Arjun Mk. 2 tendrá un total de 93 actualizaciones, incluyendo 13 mejoras relevantes y sustanciales. Las mejoras principales serán la inclusión de un misil de capacidad contra blancos blindados y de largo alcance, sistemas de visión panorámica con nuevos sistemas y aditamentos para la visión nocturna, lo que le permitirán atacar objetivos no sólo de día, sino también en la noche; en los contenedores de munición, una mayor penetración reemplazando el cañón principal; de origen ruso; por un arma similar a las versiones occidentales del Rheinmetall 120 mm, e incluyendo otros tipos de municiones que le permitan el abatir blancos que tengan blindaje explosivo, un avanzado sistema de defensa aérea para atacar helicópteros en vuelo bajo; un sistema para barrido de minas, y un sistema de navegación terrestre avanzado; y otro de alerta, que le permite disparar granadas de humo para confundir a misiles accionados y guiados por láser. Otras mejoras son una la inclusión de una unidad de energía auxiliar de mayor potencia, y que proporcionará 8,5 kW (de 4,5 kW de la anterior); y una mejora en las prestaciones del arma principal con la adaptación de un nuevo cañón, los cambios en los sistemas de visión panorámica del comandante le permitirán contar con equipos de visión para un ojo del tipo LRF, capacidad mejorada de visión nocturna, tanto para el conductor como para el artillero; manubrios con controles digitalizados, una unidad nueva final, y conjuntos de rodaje mejorados.
El casco y la torreta del Arjun se han modificado para lograr reducir el peso, logrando el objetivo de llevarlo a menos de 55 toneladas (pasando de 64 a 59 toneladas). Varias firmas internacionales cooperan en su desarrollo, destacando la participación de dos subcontratistas israelíes: la firma Elbit, que está ayudando a mejorar su potencia de fuego y las capacidades de supervivencia en el campo de batalla; así como la firma IMI que está ayudando a aumentar la movilidad y letalidad del Arjun Mk.. II; con el rediseño de la torreta y el casco, así como en el proceso de mejorar sus líneas de producción, los procesos anexos, y compartir sus experiencias de producción, devenientes del Merkava; en cita de prensa del sr. Rahul Bedi, corresponsal de Jane's Information Group (véase aquí para más referencias).

### FMBT-I
La variante del Arjun Mk. 2 debe ser reemplazada en un futuro próximo por el proyecto del carro de combate futuro FMBT-I (del inglés: FMBT), que inició su desarrollo en el año 2010. El ejército indio tiene previsto introducir al FMBT-I a partir del 2020. El FMBT-I tendrá un peso estimado de cerca de 50 toneladas o menos.

## Usuarios
- India
  - Ejército de la India - 3 regimientos de 50 carros en servicio, se esperan sean un total de 496 unidades; siendo 248 del modelo Mk. 1 y 248 del modelo Mk. 2 los tanques en servicio próximamente.

### Desarrollos relacionados
- T-72M
- / T-90S "Bhishma"

### Vehículos similares
- Tipo 98G
 Tipo 99 A2
- P'ookpong Ho (M-2002)
- K2 Black Panther
- M-95 Degman
- M1 Abrams A2
- AMX-56 Leclerc
- Zulfiqar 3
- C1 Ariete
- Merkava IV
- /// Al-Hussein
- Tipo 90 
  Tipo 10
- / Al-Zarrar
/ Al-Khalid
- PT-91Z
- Challenger 2 LIP
- T-90AM
 T-80UM2
- M-84AS (M-2001)
- / Stridsvagn 122
- MİTÜP Altay
- T-84 Oplot-M

### Listas relacionadas
- Anexo:Carros de combate principales por generación